# Agnes Schierhuber
Agnes Schierhuber este un om politic austriac membru al Parlamentului European în perioada 1999-2004 din partea Austriei.
1. ↑  The International Who's Who of Women 2006[*] Verificați valoarea |titlelink= (ajutor)
2. ↑  Deputații în Parlamentul European